# Aeropuerto Internacional de Langkawi
El Aeropuerto Internacional de Langkawi (en malayo: Lapangan Terbang Antarabangsa Langkawi) (código IATA: LGK - código ICAO: WMKL) es un aeropuerto que está situado en el archipiélago Langkawi, en el estado de Kedah, Malasia. El aeropuerto se sitúa en la localidad de Padang Matsirat, a unos 25 minutos en automóvil de Kuah, la capital del archipiélago.

## Aerolíneas y destinos
El aeropuerto de Langkawi ofrece los siguientes destinos a enero de 2020.
| Ciudades por países | Nombre del aeropuerto                    | Aerolíneas                            | Aeronaves | Frecuencias semanales |      |
| Asia                | Asia                                     | Asia                                  | Asia      | Asia                  | Asia |
| ------------------- | ---------------------------------------- | ------------------------------------- | --------- | --------------------- | ---- |
| China               |                                          |                                       |           |                       |      |
| Nankín              | Aeropuerto de Nankín                     | Malindo Air                           |           |                       |      |
| Ningbo              | Aeropuerto Internacional de Ningbo Lishe | Malindo Air                           |           |                       |      |
| Malasia             |                                          |                                       |           |                       |      |
| Johor Bahru         | Aeropuerto Internacional Senai           | AirAsia                               | A3xx      |                       |      |
| Kuala Lumpur        | Aeropuerto Internacional de Kuala Lumpur | AirAsia Malaysia Airlines Malindo Air | A3xx      |                       |      |
| Kuala Lumpur        | Aeropuerto Sultan Abdul Aziz Shah        | Firefly Malindo Air                   |           |                       |      |
| Penang              | Aeropuerto Internacional de Penang       | AirAsia Firefly                       | A3xx      |                       |      |
| Catar               |                                          |                                       |           |                       |      |
| Doha                | Aeropuerto de Doha                       | Qatar Airways                         |           |                       |      |
| Singapur            |                                          |                                       |           |                       |      |
| Singapur            | Aeropuerto Changi                        | AirAsia Scoot                         | A3xx      |                       |      |
| Europa              |                                          |                                       |           |                       |      |
| Reino Unido         |                                          |                                       |           |                       |      |
| Birmingham          | Aeropuerto de Birmingham                 | TUI Airways                           | B7x7      |                       |      |
| Londres             | Aeropuerto de Gatwick                    | TUI Airways                           | B7x7      |                       |      |
| Mánchester          | Aeropuerto de Mánchester                 | TUI Airways                           | B7x7      |                       |      |

## Estadísticas
Ver fuente y consulta Wikidata.